# Эссен, Карл фон
Карл Туре Хенрик фон Эссен (швед. Carl Thure Henrik von Essen, 18 октября 1940, приход Юнгарум, Йёнчёпинг, Швеция — 11 ноября 2021, Бьёрнлунда, там же) — шведский фехтовальщик, олимпийский чемпион. Участвовал в летних Олимпийских играх 1976 года в Монреале, где завоевал золотую медаль в фехтовании на шпагах в составе шведской сборной.
Представлял клубы «Föreningen for Fäktkonstens Främjande» и «Djurgårdens IF». Умер в Бьёрнлунде 11 ноября 2021 года в возрасте 81 года.

## Карьера
Карл фон Эссен стал олимпийским чемпионом (1976) и чемпионом мира в командном зачёте (1974, 1975). В составе сборной Швеции становился бронзовым призёром чемпионатов мира: в Москве (СССР, 1966), Гаване (Куба, 1969), Вене (Австрия, 1971) и Гамбурге (ФРГ, 1978). Его единственная личная награда мировых первенств — бронза, завоёванная в Гаване (1969). Участник трёх Олимпиад: в Мехико (Мексика, 1968) команда заняла 9-е место; в Мюнхене (ФРГ, 1972) — 7-е место (командный зачёт), а в личном первенстве фон Эссен выбыл в первом круге. На Играх 1976 года в Монреале (Канада) шведская команда с фон Эссеном в составе вышла в финал без поражений и одержала победу над сборной ФРГ со счётом 8:5. Вместе с Ёраном Флодстрёмом, Рольфом Эдлингом, Лейфом Хёгстрёмом и Хансом Якобсоном он стал олимпийским чемпионом.